# L'Apogée
L'Apogée è un album del gruppo rap francese Sexion d'Assaut. Pubblicato il 5 marzo 2012, è stato anticipato dal singolo Mets pas celle là, uscito l'11 dicembre 2011. Dopo aver venduto più di 65.000 copie nella prima settimana, posizionandosi al primo posto tra gli album più venduti in Francia ed esserci rimasto per sei settimane non consecutive, l'album ha ottenuto un disco di diamante per le oltre 700 000 copie vendute a livello nazionale. Il 19 novembre 2012 l'album è stato ristampato con degli inediti aggiunti.

## Tracce
1. Mets pas celle là
2. Ma direction
3. Disque d'or
4. L'endurance
5. Melrose Place
6. Balader
7. Africain
8. Assex ft Dry
9. La tâche
10. J'suis pas dans le game (feat. Dr. Beriz)
11. Avant qu'elle parte
12. Rien de méchant (feat. H Magnum)
13. À cœur ouvert
14. Paname allons danser
15. Wati House
16. - 75 degrés
17. J'reste debout

## Deluxe
1. Prévenez les haineux
2. Problèmes d'adultes
3. En direct de la Lune
4. Laissez-moi ivre
5. Mets pas celle-là (Instrumental)

## Ristampa
Il 19 novembre del 2010, l'album è stata ristampato con degli inediti.
1. Cérémonie (feat Dry)
2. On t'a dit (feat l'Institut)